# Pruna (color)

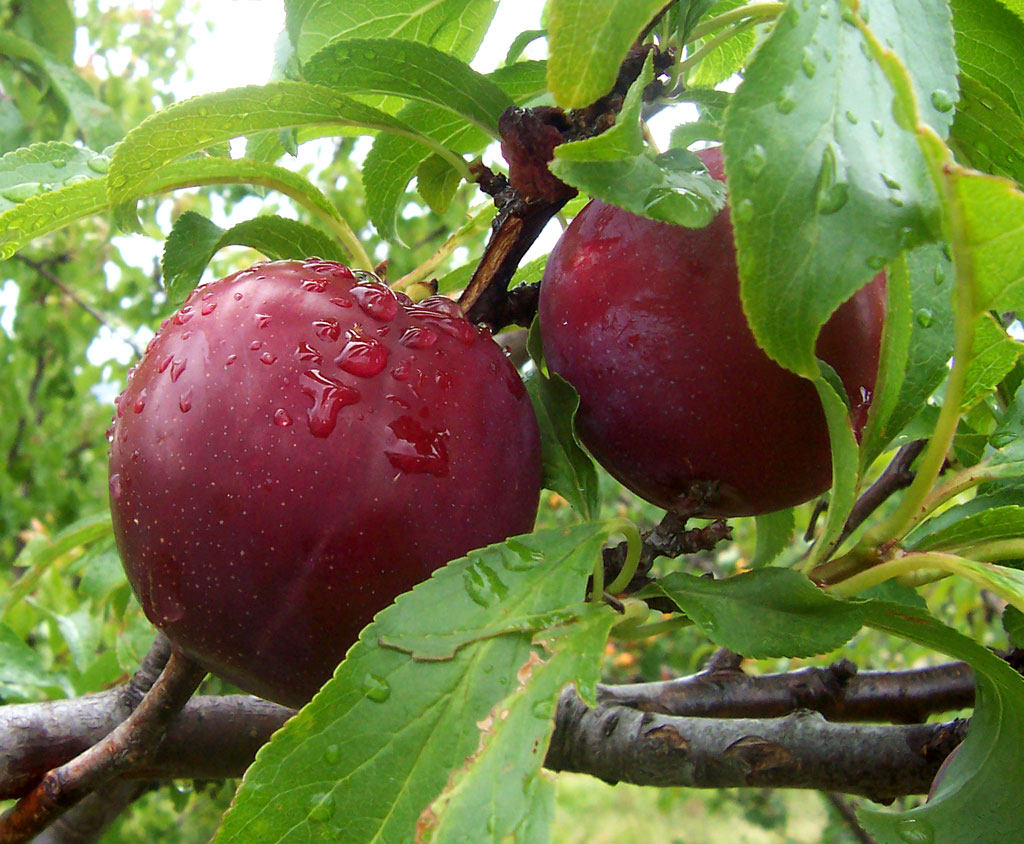
Pruna.

Pruna és el color de la fruita pruna, de la qual pren el nom. És un matís del color púrpura. Una mostra del color pruna:

## Usos
- Color que es fa servir en decoració d'interiors.
- Color de roba de la llar.
- Color de telefonia mòbil.